# Гарбе, Рихард фон
Рихард Карл фон Гарбе (нем. Richard von Garbe; 9 марта 1857, Бредов близ Штеттина — 22 сентября 1927, Тюбинген) — немецкий учёный-индолог, переводчик, доктор наук, профессор и ректор Тюбингенского университета, внесший значительный вклад в изучение философии индийского дуализма санкхьи, йоги и Бхагавадгиты.

## Биография
Учился в Мариенштифтской гимназии в Штеттине, ученик известного математика, позже индолога Германа Грассманна. Продолжил обучение в Тюбингенском университете, где изучал математику, а затем индологию. После получения докторской степени Гарбе провел исследование рукописей Шульба-сутры в Лондоне. В 1878 году прошёл процесс хабилитацию и работал в Кёнигсбергском университете сначала в качестве приват-доцента, с 1880 года в должности доцента.
С 1885 по 1887 год при финансовой поддержке прусского государства Гарбе осуществил поездку в Индию, где под руководством индийских учёных изучал тексты санкхьи. В своей книге 1889 года «Очерки путешествия по Индии» сообщил о своих многочисленных экскурсиях по Индии и Цейлону.
В 1894 году стал профессором индологии в университете Кёнигсберга. В следующем году был назначен профессором в Тюбингенском университете в качестве преемника своего учителя Рудольфа фон Рота. В 1908/1909 годах был ректором Тюбингенского университета.
Гарбе отредактировал и перевёл многие санскритские тексты, в том числе Санкхья-сутры . В 1894 году была опубликована его книга «Философия санкхьи», в которой автор проанализировал происхождение и источники этой индийской философской системы и, в частности, пришёл к выводу, что эллинский интеллектуальный мир явно находился под сильным влиянием древней Индии.
В 1905 году опубликовал перевод на немецкий язык «Бхагавадгиты». Накануне Первой мировой войны опубликовал сочинение об Индии, вошедшее в «Путеводитель по Бедекеру».
В 1909 году был возведён в ранг личного дворянина Вюртемберга.

## Избранные труды
- Vaitāna Sūtra. Das Ritual des Atharvaveda. Trübner, Straßburg 1878.
- Die indischen Mineralien, ihre Namen und die ihnen zugeschriebenen Kräfte. Hirzel, Leipzig 1882.
- Indische Reiseskizzen. Paetel, Berlin 1889; 35 Jahre später hat der Autor für eine zweite Auflage laut eigener Aussage im Vorwort das Werk nur geringfügig verändert; neu ist ein Anhang mit zwei Texten, die er bereits anderswo veröffentlicht hatte: ein «Abriss der indischen Volkskunde, Kultur- und Kunstgeschichte» sowie eine Kritik an einem Plagiator einer englischen Indienbeschreibung: Richard Garbe: Indische Reiseskizzen, München-Neubiberg: Oskar Schloß Verlag, 1925.
- Die Sâṃkhya-Philosophie. Eine Darstellung des indischen Rationalismus. Haessel, Leipzig 1894.
- Sāṃkhya und Yoga. Trübner, Straßburg 1896.
- Verzeichniss der indischen Handschriften der königlichen Universitäts-Bibliothek (Zuwachs der Jahre 1865—1899), Universitätsbibliothek Tübingen 1899.
- Beiträge zur indischen Kulturgeschichte, Paetel, Berlin 1903.
- Die Bhagavadgita aus dem Sanskrit übersetzt. Mit einer Einleitung über ihre ursprüngliche Gestalt, ihre Lehren und ihr Alter. Haessel, Leipzig 1905.
- Kaiser Akbar von Indien. Ein Lebens- und Kulturbild aus dem sechzehnten Jahrhundert, Laupp, Tübingen 1909.
- Zur indischen Volkskunde, Kultur- und Kunstgeschichte. In: Baedeker-Reiseführer’s Indien. Leipzig 1914, S. XXXVI ff.
- Indien und das Christentum. Tübingen 1914; Reprint: VDM, Saarbrücken 2007, ISBN 978-3-8364-2193-5.
- The philosophy of ancient India, Ashutosh Prakashansansthan, Varanasi 1980.